# أليس روجرز
فرانسيس أليس روجرز هي عالمة رياضيات وعالمة فيزياء رياضية بريطانية حاصلة على رتبة الإمبراطورية البريطانية. وهي أستاذة فخرية للرياضيات في كلية كينجز لندن.

## دراستها
درست الرياضيات في كلية موراي إدواردز، كامبريدج، في الستينيات. كانت والدتها قد درست الرياضيات أيضًا في كامبريدج في ثلاثينيات القرن الماضي، وأصبحت لاحقًا تفك شفرات في زمن الحرب في حديقة بلتشلي. حصلت أليس على درجة الدكتوراه. في عام 1981 من كلية لندن الإمبراطورية.

## أبحاثها
ركزت أبحاثها على الفيزياء الرياضية وبشكل أكثر تحديدًا متعددات الشعب الفائقة، وهي تعميم لمفهوم متعدد الشعب لكن قائم على أفكار تأتي من التناظر الفائق. وهي مؤلفة كتاب بعنوان:
- Supermanifolds: Theory and Applications (World Scientific، 2007).[2]

## سيرتها المهنية
كانت عضوة في اللجنة الاستشارية الحكومية البريطانية لتعليم الرياضيات،  وهي سكرتيرة التعليم في جمعية الرياضيات في لندن (LMS)، ومثلت جمعية الرياضيات في لندن في المجلس الرياضي المشترك في المملكة المتحدة.

## جوائز
- في عام 2016، تم حصلت على وسام الإمبراطورية البريطانية «لخدمات تعليم الرياضيات والتعليم العالي». [1]
- في عام 2018، مُنحت روجرز وسام كافلي التعليمي «لمساهماتها البارزة في تعليم الرياضيات» من الجمعية الملكية. [5]

## وصلات خارجية
- Department of Mathematics, Faculty of Natural & Mathematical Sciences, King's college london